# 大分市立明野西小学校
大分市立明野西小学校（おおいたしりつ あけのにししょうがっこう）は、大分県大分市明野南二丁目にある公立小学校。

## 概要
大分市市街地東部に位置し、県内最大規模の団地である明野団地に隣接する。
2006年に日豪友好協力基本条約締結30周年を記念して、西オーストラリアの鉄鉱石会社の積出港にあるウィッカム小学校と新日本製鐵大分製鐵所に近い明野西小学校で姉妹校協定を締結した。

## 沿革
- 1971年（昭和46年） - 大分市立明治小学校から分離して開校[1]。
- 1972年（昭和47年）11月11日 - 開校記念式。校旗、校歌制定。
- 1978年（昭和53年） - 第2運動場完成。
- 1988年（昭和63年） - 敷地内で40万年以前の象の化石を発見[2]。
- 1989年（平成元年） - 明野西ハンドボール全国優勝。
- 1995年（平成7年） - 明野西FC九州大会出場。
- 1996年（平成8年） - 明野西女子ハンドボール全国優勝。
- 2007年（平成19年） - 広報「あけの西」小学校長会長賞を受賞。

## 教育方針
「個性と創造性に富み、心身ともにたくましい子どもの育成」を教育目標に掲げている。

## 学校行事
| - 4月 お見知り遠足 - 5月 - 6月 | - 7月 - 8月 - 9月大運動会 | - 10月 観劇会 - 11月 努力遠足 - 12月 | - 1月 - 2月 - 3月 6年生を送る会 |

## 校歌
内藤美代子作詞、加藤公康作曲

## 通学区域
明野西一丁目・二丁目、明野南一丁目〜三丁目の一部、東明野の一部、牧の一部、明野高尾三丁目・四丁目、下郡の一部

## 周辺施設
- 明野団地
- あけのアクロスタウン

## アクセス
- 鉄道：JR日豊本線牧駅より徒歩約35分[5]
- バス：大分バス、「明野西小前」下車

## 著名な出身者
- 源田壮亮 - プロ野球選手[6]